# Насібулін Руслан Рафікович
Руслан Рафікович Насібулін (рос. Руслан Рафикович Насибулин, нар. 2 березня 1981, Верхотур'є, Росія) — російський фехтувальник на рапірах, бронзовий призер Олімпійських ігор 2004 року,  чемпіон Європи.

## Виступи на Олімпіадах
| Олімпіада  | Дисципліна           | Місце |
| ---------- | -------------------- | ----- |
| Афіни 2004 | індивідуальна рапіра | 21    |
| Афіни 2004 | командна рапіра      | 3     |